# 谢古语
谢古语是越南一种南亚语系语言，由广南省和广义省的谢古族使用。